# Roman Pniewski
Roman Pniewski  (ur. 4 listopada 1959) − dr hab. inż., prof. nadzw. UTH. Specjalista w zakresie systemów elektronicznych i informatycznych w transporcie,  robotyki, sztucznej inteligencji.

## Życiorys
Absolwent Technikum Mechaniczno-Energetycznego im. prof. Maksymiliana Tytusa Hubera w Szczecinie. W 1985 ukończył studia na Wydziale Elektroniki Politechniki Warszawskiej. Zatrudniony jako adiunkt w Zakładzie Systemów Sterowania w Transporcie na Wydziale Transportu i Elektrotechniki UTH w Radomiu. Praca naukowa jest ukierunkowana na problematykę zastosowania układów cyfrowych w automatyce, ze szczególnym naciskiem na systemy sterowania ruchem kolejowym i automatykę kolejową.
W roku 1996 uzyskał stopień doktora nauk technicznych w zakresie elektroniki. Stopień doktora habilitowanego uzyskał w 2014 roku.
Jest członkiem komitetów naukowych: TransComp, LogiTrans. Wchodzi w skład Polskiej Akademii Nauk – Wydział IV Nauk Technicznych, jest także ekspertem w zespole Fundacji Wsparcia Rolnika Polska Ziemia.
Pełni funkcję prezesa Fundacji Straż Ochrony Zwierząt (KRS: 0000367735)
W 2013 roku odznaczony Brązowym Krzyżem Zasługi.

## Dorobek naukowy
Autor monografii: Metoda oceny bezpieczeństwa cyfrowych systemów automatyki kolejowej (2013), współautor: Laboratorium komputerowych systemów sterowania (2004) oraz różnych artykułów specjalistycznych.
Kierował pracami badawczo-naukowymi: Sprzętowa realizacja sztucznej inteligencji (2011) zleconymi przez Ministerstwo Nauki i Szkolnictwa Wyższego.